# فرودگاه کرچی
فرودگاه کرچی (به انگلیسی: Korçë Northwest Airport) یک فرودگاه همگانی است که یک باند فرود چمن دارد و طول باند آن ۲۲۷۸ متر است. این فرودگاه در کشور آلبانی قرار دارد و در ارتفاع ۲۰۳ متری از سطح دریا واقع شده‌است.